# Przedbramie

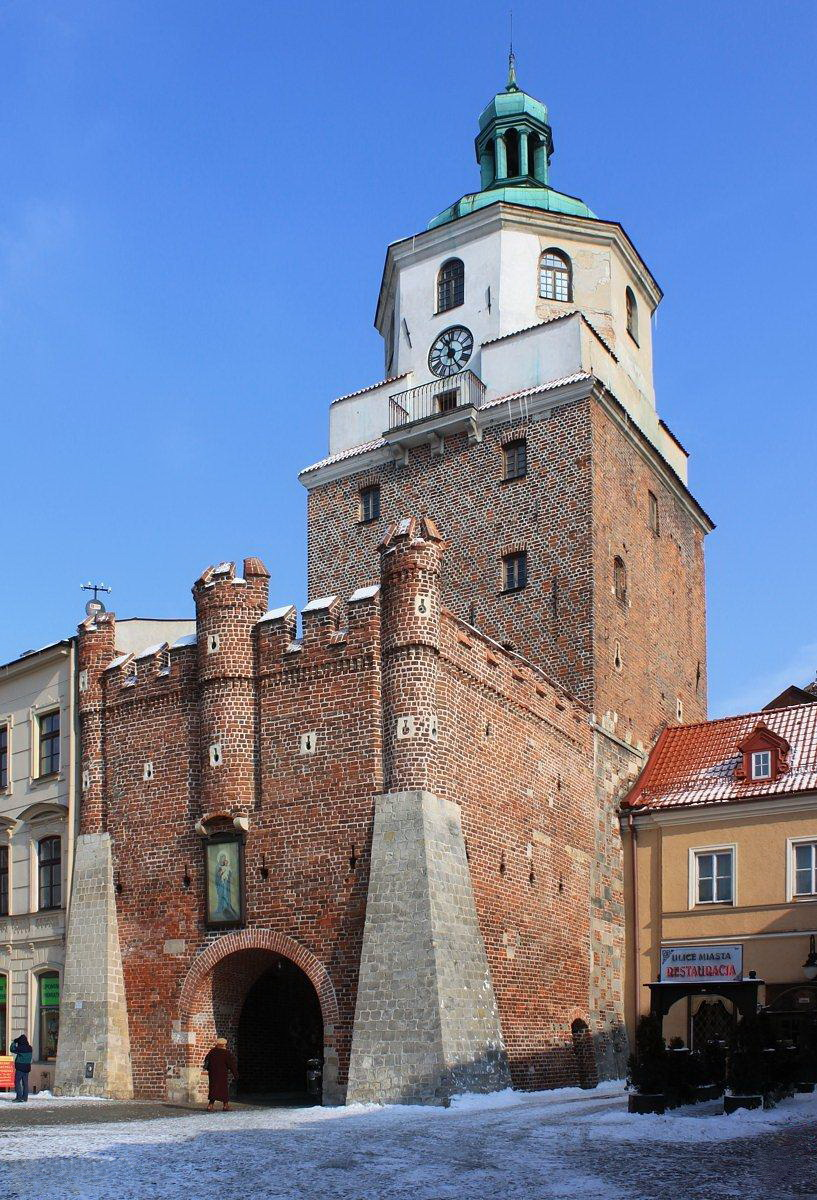
Przedbramie Bramy Krakowskiej w Lublinie

Przedbramie – dodatkowe, przednie umocnienie bramy warownej w średniowiecznych miejskich lub zamkowych murach obronnych. Przedbramie miało postać warownej przybudówki, która z czasem rozwinęła się w barbakan.
Przedbramie składało się z jednego lub kilku elementów obronnych, znajdujących się bezpośrednio przed bramą w obwodzie obronnym lub na jej przedpolu, połączonych z bramą i służących jej obronie. W fortyfikacji średniowiecznej najczęstszą formą przedbramia była wysunięta ściana z wrotami i połączona barkami z bramą (szyja). Dla umocnienia przedbramia stosowano mosty zwodzone, chodniki obronne z blankami, strzelnice i wykusze nadwieszane. Z biegiem czasu przedbramie wzmacnianio dodatkowymi elementami, m.in. bastejami i basztami.